# Estádio Municipal Metropolitano de Cônia
O Estádio Municipal Metropolitano de Cônia (em turco, Konya Büyükşehir Belediye Stadyumu), também denominado Torku Arena por razões de direitos de nome, é um estádio multiuso localizado na cidade de Cônia, na Turquia, inaugurado em 2014. Com capacidade para receber até 41 981 espectadores, é atualmente o local onde o clube local Konyaspor manda seus jogos oficiais por competições nacionais e continentais, substituindo o antigo Konya Atatürk Stadyumu, demolido em 2018, que tinha capacidade para 22 559 espectadores.

## Histórico
Um dos clubes de futebol turcos mais populares fora de Istambul, o Konyaspor tinha desde meados da década de 2000 o desejo de construir um novo e moderno estádio de futebol. Um planejamento inicial feito em 2006 tinha como objetivo construir uma arena multiuso com 35 000 lugares e um complexo turístico em seu entorno. 
Por fim, um planejamento alternativo foi adotado de forma a integrar o projeto local ao amplo projeto de construção e remodelação de estádios de futebol por todo o país, levado a cabo pelo Ministério dos Esportes da Turquia, com o objetivo de tornar o país um candidato competitivo a sediar grandes eventos esportivos de escala global, como a Copa do Mundo da FIFA e os Jogos Olímpicos de Verão. Uma das exigências feitas para as cidades que desejassem integrar o projeto nacional era de que os novos estádios deveriam ser construídos em regiões suburbanas, distantes de seus centros. Com isso, o local escolhido para a construção do estádio foi a região noroeste de Cônia, onde se encontrava um grande parque público. 
A construção teve início em outubro de 2012, sendo totalmente concluída em um período inferior à 2 anos, em setembro de 2014, apesar de condições climáticas adversas. Sua inauguração ocorreu em 13 de setembro de 2014 com um jogo oficial válido pela Süper Lig de 2014–15 disputado entre o Konyaspor e o Balıkesirspor, que terminou com a vitória do clube mandante por 2–0.

## Infraestrutura
Em termos arquitetônicos, o estádio se destaca em comparação com a maioria das arenas modernas por sua fachada em formato geométrico estilizada com as cores do Konyaspor, composta por triângulos de cores branco e verde, lembrando uma bola de futebol. Embora tenha-se mudado ligeiramente seu design durante a implementação, a equipe de arquitetos liderada por Ofis Mimarca decidiu por manter a característica singular de sua fachada externa.
A maior parte do revestimento consiste em painéis triangulares compostos, sendo alguns translúcidos para fornecer luz natural para as instalações internas. O telhado é feito de membrana tradicional, mas que ainda utiliza formas triangulares de modo a manter-se a harmonia de todo o projeto. À noite, o estádio também difere de muitos outros. Em vez de iluminar os painéis, os arquitetos optaram por destacar arestas e vértices dos triângulos, dando uma impressão tridimensional a quem passa pela região.
Por fim, o estádio cresceu significativamente em relação aos planos iniciais, alcançando quase 42 000 lugares. Deste número, incluem-se 55 camarotes espalhados pelas alas oeste e leste que juntos, oferecem espaço para acomodar 920 pessoas. Em suas dependências estão instalados 3 restaurantes e uma complexo de áreas VIP na arquibancada oeste.